# Chan Heurlin
Chan Heurlin (ou Les Fiançailles de Fanchon) est un poème en lorrain (patois messin) écrit par Albert Brondex et Didier Mory et publié en 1825.

## Résumé
L'histoire prend place à Vrémy dans le pays messin. Sergent en congé dans ce village, Maurice est amoureux de Fanchon, la fille de Chan Heurlin, un riche paysan de la commune, avec laquelle il a une liaison qui n'est pas sans suites. Mais rapidement Maurice est rappelé au régiment avant d'être blessé et laissé pour mort sur une petite île à la suite d'une expédition. C'est alors que Fanchon, accablée par la tristesse et atteinte par les premières nausées de la grossesse, raconte toute l'histoire à son père.
Celui-ci, afin de lui sauver son honneur, convainc un idiot du nom de Chalat Pouaré de la demander en mariage. Ensuite, tout se déroule pour le mieux dans l'attente et la préparation de la cérémonie. Mais au cours de celle-ci, Maurice reparaît en grande forme et fait valoir ses droits pour obtenir la main de Fanchon qui, au même moment, se sent mal. On apprend en réalité qu'elle est enceinte, poussant le mariage à être reporté. Bien évidemment, la fin se veut heureuse pour les deux amoureux puisque Maurice obtient la main de Fanchon et l'épouse après que l'enfant soit baptisé. Chalat Pouaré, quant à lui, ne fait preuve d'aucune rancune pour son mariage manqué souhaitant même devenir le parrain de l'enfant et lui laisser tous ses biens.

## Personnages principaux

### Chan Heurlin
Chan Heurlin (Jean Heurlin) est un paysan de Vrémy, marié depuis dix-huit ans à Jeannette et père de Fanchon, une charmante fille âgée de quinze ans.

### Maurice
Maurice est sergent dans un régiment de France. Beau, séducteur et malicieux, il entreprend rapidement Fanchon lors de son congé à Vrémy. 

## Genèse de l'ouvrage
L'ouvrage fut créé de façon un peu particulière. À la demande de ses amis, Albert Brondex (1737 - 1797) commença à composer dès 1785. Deux ans plus tard, le texte fut publié sous le nom de Les Bruilles (Les Fiançailles en patois messin) par son neveu, Pierre-Georges Gaspard. Mais n'étant alors composé que de cinq chants et s'arrêtant au 160e vers, il était inachevé.
Or, sous l'impulsion de François Gaspard, le cousin d'Albert Brondex, Didier Mory continua l'œuvre en ajoutant un sixième et un septième chant. Ainsi complété, le texte fut ensuite publié pour la première fois en 1825 chez Lamort dans la ville de Metz sous le nouveau nom de Chan Heurlin ou les Fiançailles de Fanchon. C'est cet ouvrage-ci que nous connaissons aujourd'hui. Peu de temps après, Didier Mory publia un autre livre intitulé Le baptême du petit-fils de Chan Heurlin qui pourrait faire figure de conclusion et de huitième chant pour le poème de Chan Heurlin.

## Les éditions
La première édition du texte, complétée par Didier Mory en 1825 chez Lamort, a la particularité d'avoir la feuille de titre portant la date de 1787. Il faut donc faire attention à ne pas la confondre avec l'édition du texte original d'Albert Brondex, réellement paru à cette date. Depuis cette première édition, il y en a eu plusieurs autres bien qu'elles ne soient pas nombreuses. On peut nommer celle de Lorette en 1865, celle de Mme de Devilly en 1841, celle de Paul Even en 1924, etc. Toutefois, aujourd'hui, rien ne nous permet d'en donner le nombre total d'éditions différentes. On sait seulement qu'en 1911, Jean de Mazelle en dénombrait au moins sept.
Dans de rares cas, certaines éditions de Chan Heurlin ont été illustrées. La plus connue est incontestablement celle de la librairie Sidot à Nancy en 1900 pour laquelle l'artiste lorrain Victor Masson (1849-1917) a réalisé trente phototypies dont quatre en couleurs. Cette édition semble avoir eu un certain succès à l'époque : l'habilité de l'artiste et à la réussite de ses gravures, la traduction française d'un conservateur de la bibliothèque municipale de Nancy et la qualité de l'ouvrage (tiré seulement à 550 exemplaires dont la moitié sur un papier de valeur) peuvent l'expliquer,. D'autres sources mentionnent également des illustrations que l'artiste Clément Kieffer (1881 - 1964) aurait réalisé pour une autre édition plus tardive.
Ci-dessous : d'autres gravures de Victor Masson pour Chan Heurlin ou les fiançailles de Fanchon, paru chez Sidot en 1900 : 

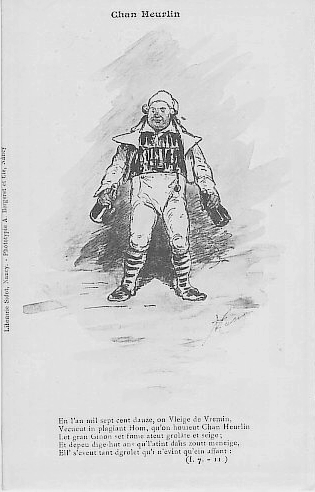
Chant 1, citation des vers 7 à 11.
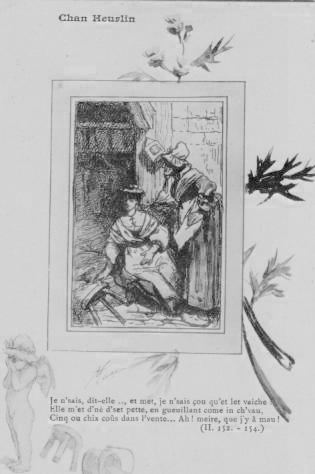
Chant 2, citation des vers 152 à 154.
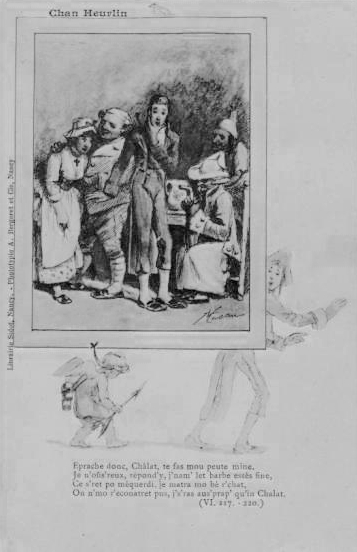
Chant 6, citation des vers 217 à 220.
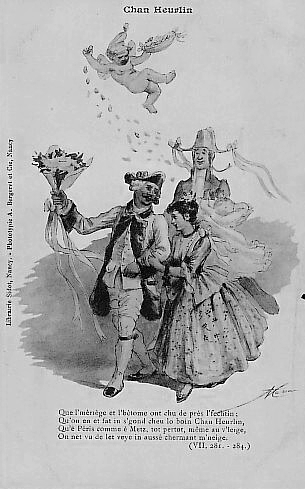
Chant 7, citation des vers 281 à 284.

## Postérité
Une école élémentaire de Sainte-Barbe, en Moselle, porte le nom de « Chan Heurlin » depuis 2019.